# Macrosolen melintangensis
Macrosolen melintangensis är en tvåhjärtbladig växtart som först beskrevs av Pieter Willem Korthals, och fick sitt nu gällande namn av Friedrich Anton Wilhelm Miquel. Macrosolen melintangensis ingår i släktet Macrosolen och familjen Loranthaceae. Inga underarter finns listade i Catalogue of Life.